# Nowy Świat (Leszno)
Pour les articles homonymes, voir Nowy Świat.
Nowy Świat (prononciation : [ˈnɔvɨ ˈɕfjat]) est un village polonais de la gmina de Rydzyna dans le powiat de Leszno de la voïvodie de Grande-Pologne dans le centre-ouest de la Pologne.
Il se situe à environ 6 kilomètres au nord de Rydzyna (siège de la gmina), à 6 kilomètres à l'est de Leszno (siège du powiat) et à 65 kilomètres au sud de Poznań (capitale régionale).

## Histoire
De 1975 à 1998, le village faisait partie du territoire de la voïvodie de Leszno.

Depuis 1999, Nowy Świat est situé dans la voïvodie de Grande-Pologne.